# Charlatanisme

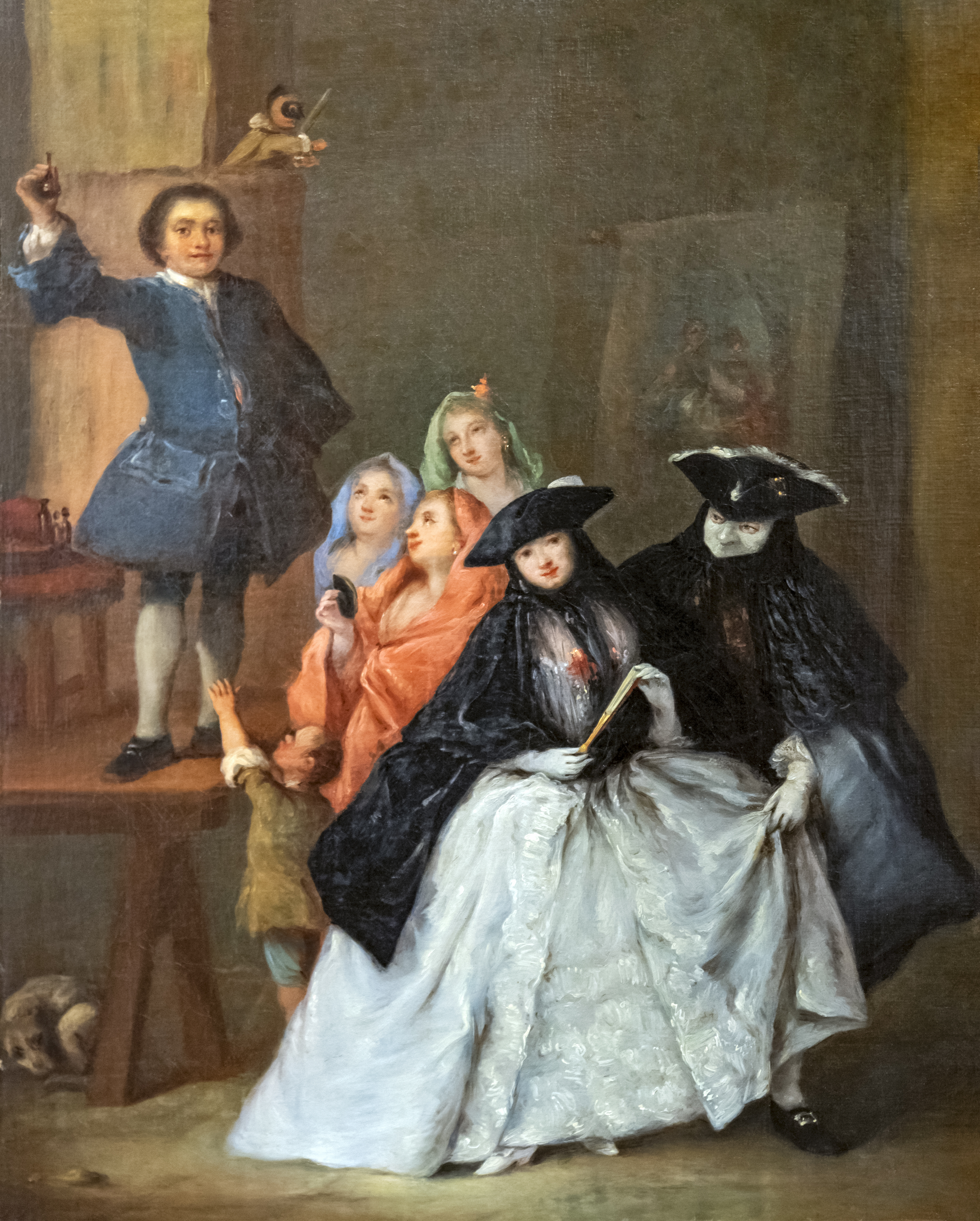
Pietro Longhi, Le Charlatan, 1757.

Le charlatanisme est la promotion de pratiques médicales frauduleuses ou ignorantes. En France, le charlatanisme est défini dans le code de déontologie médicale comme le fait pour un médecin de « proposer à des malades des remèdes illusoires ou insuffisamment éprouvés en les présentant comme salutaires ou sans danger. »
Un charlatan est une personne « prétendant de manière frauduleuse ou par ignorance disposer de compétences médicales » ou « une personne qui prétend, professionnellement ou publiquement, posséder des compétences, des connaissances, des qualifications qu'elle ne possède pas ». Ce peut être un vendeur de poudre de perlimpinpin. De manière plus générale, le charlatan pratique l'imposture, ou un jeu de dupes envers autrui, grâce à des trucages, des déformations de la réalité (par exemple via l'exploitation de biais cognitifs), ou des falsifications, en vue de gagner sa confiance, généralement pour obtenir de l'argent ou tout autre avantage.
Les éléments communs du charlatanisme comprennent des diagnostics douteux, ainsi que des traitements non testés, à l'efficacité non avérée, ou réfutés, en particulier pour les maladies graves telles que le cancer. Le charlatanisme est souvent décrit comme une fraude dans le domaine médical avec la caractéristique saillante d'une promotion agressive.    
Outre les problèmes éthiques liés aux avantages prometteurs qui ne peuvent raisonnablement s'obtenir, le charlatanisme comprend également le risque que les patients choisissent de renoncer à des traitements susceptibles de les guérir, au profit de traitements inefficaces administrés par le charlatan,,. Ces renoncements impliquent des retards de soins qui peuvent aller jusqu'à causer la mort des patients .

## Étymologie
Attesté dès 1572, le mot est emprunté à l'italien ciarlatano « charlatan », issu du croisement de cerretano « habitant de Cerreto » (village de Cerreto di Spoleto dont les habitants vendaient des drogues sur les places publiques) et de ciarlare « bavarder, jaser ».

## Histoire du charlatanisme

### Antiquité

#### Grèce
La première mention de « charlatanisme » se trouve dans le texte hippocratique De la maladie sacrée (seconde moitié du Ve siècle av. J. C.). Ce texte est considéré comme capital dans l'histoire des idées : pour la première fois, une médecine rationnelle s'oppose à  une médecine de type magique. L'auteur veut démontrer que l'épilepsie n'est pas une maladie sacrée. Elle n'est pas liée à une possession divine, mais à des causes naturelles. Il s'en prend à ceux qui procèdent par incantations, interdits magiques et pratiques superstitieuses :
« À mon avis, ceux qui, les premiers ont attribué un caractère sacré à cette maladie étaient des gens comparables à ce que sont aujourd'hui encore mages, purificateurs, prêtres mendiants et charlatans, tous gens qui affectent d'être fort pieux et de détenir un savoir supérieur ». 
Sous la traduction « charlatan » se trouve le terme grec alazôn qui signifie « imposteur, celui prétend détenir un savoir qu'il ne possède pas ». Selon Jacques Jouanna ce terme serait à rattacher à la famille de alê « vagabondage », l'alazôn serait aussi un devin soignant itinérant. 
Le texte hippocratique précise que le charlatan est aussi un beau parleur, qui répond à toutes les situations : si le malade guérit, il s'en fait gloire, et si le malade meurt, il en accuse les dieux. Il s'agit d'une tromperie intellectuelle, par un ignorant dont la motivation est le profit.  
Les commentateurs du XIXe siècle ont exagéré l'opposition médecine / religion, jusqu'à parler d'athéisme (rationalisme athée). Selon les historiens modernes, le médecin hippocratique a une conception épurée du divin : c'est le mage charlatan qui est sacrilège et impie puisqu'il prétend, par la magie, asservir les Dieux. Dans De la maladie sacrée, l'auteur condamne les procédés des charlatans, mais il admet les rites des sanctuaires (sacrifices et prières pour aider à la guérison),. L'interaction entre médecine et religion n'est pas une opposition, mais une délimitation des « sphères d'actions propres » ou une « coexistence relativement amicale ».
Cette opposition médecin / mage guérisseur s'apprécie dans un contexte historique : la Grèce antique ignore toute règlementation en matière de soins. Les médecins grecs sont souvent eux-mêmes itinérants. « Dans ces conditions, les charlatans sont des concurrents directs des médecins, qui ne peuvent mettre en avant une qualification reconnue par un titre ».  

#### Rome
Pour un article plus général, voir Médecine durant l'Antiquité romaine.
À partir du IIe siècle av. J. C., la médecine rationnelle grecque s'implante à Rome où la médecine n'est guère plus règlementée. Les médecins iatroi ou medici (appellation fluide dépourvue de critère légal) sont en concurrence avec des soignants de toutes sortes. Claude Galien (121-209 ap. J.C.) en donne un aperçu : « (...) Celer le centurion, Diogas l'entraîneur, Euschèmos l'eunuque, Flavius le boxeur, Orion le palefrenier, Pharnacès le rhizotome perse, Philoxène le maître d'école et Simmias le bateleur (ou charlatan) ». 

##### Charlatans non-médecins

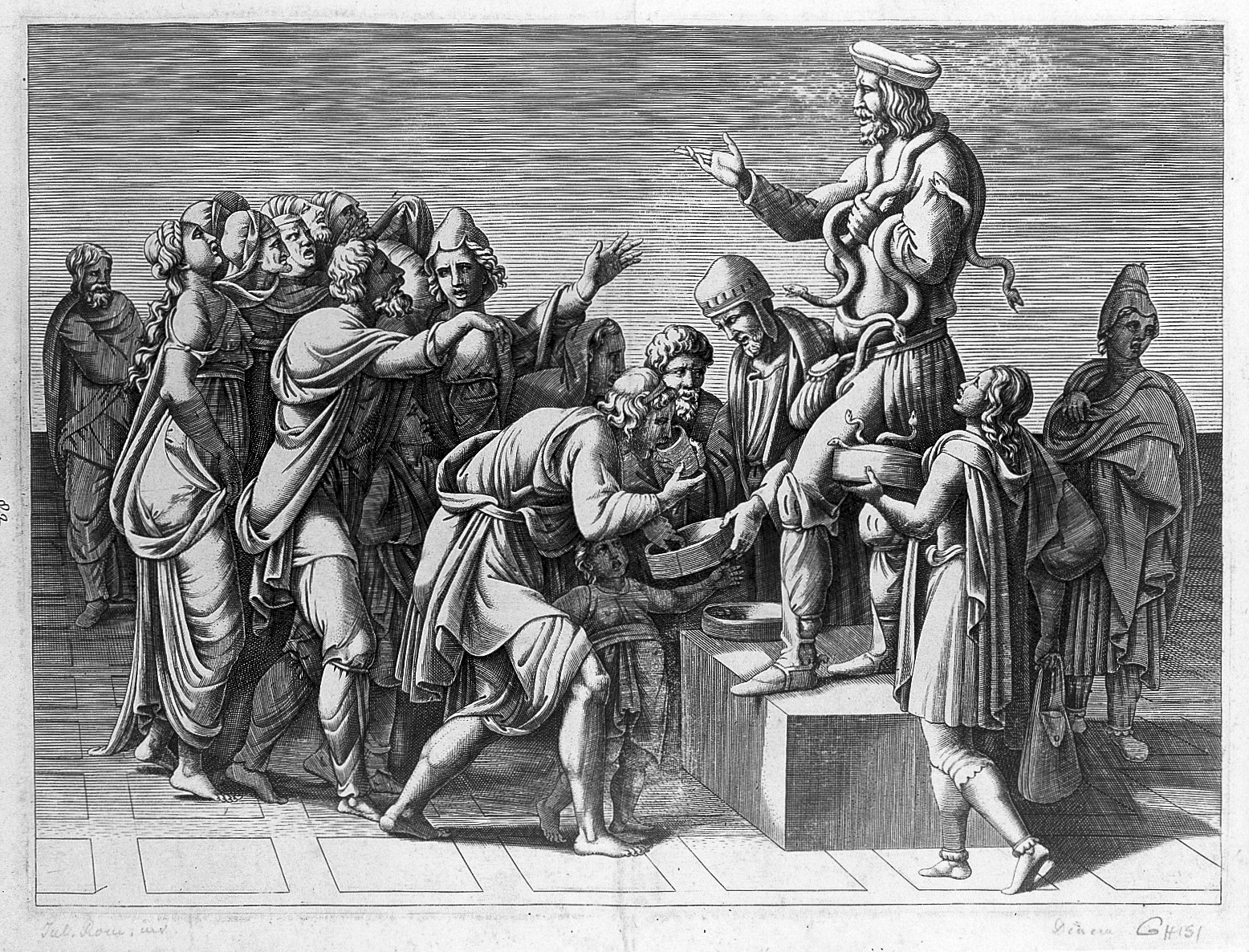
Marchand ambulant de remèdes, couvert de serpents vivants, par Giulio Romano (1492 ou 1499-1546).

Avec les charlatans (dont le circulator, celui qui vend son remède de foire en foire), on trouve les prophètes guérisseurs errants de Palestine, les Marses charmeurs de serpents et des équivalents exotiques comme les Psylles et les Nasamons, et tous ceux qui font appel aux incantations, imprécations et exorcismes. La colère de Galien contre les charlatans se double de moqueries envers les juifs et les chrétiens qui croient aux miracles : leur Dieu unique est bien capricieux puisqu'il viole les règles de sa propre création.
Galien, tenant de la médecine grecque à Rome, livre un combat difficile contre d'autres médecines (perse, égyptienne...). La médecine de l'Égypte antique est particulièrement visée, car faite d'astrologie et de magie, de charmes et d'amulettes (comme les pierres précieuses gravées), et de remèdes à base d'excrément. De tels moyens sont communément utilisés par les médecins militaires, et même approuvés par des empereurs tel que Trajan. Un autre exemple est le sang de gladiateur utilisé contre l'épilepsie, remède dénoncé par Galien et Scribonius Largus, mais qui restera utilisé ou mentionné pendant des siècles, même après la mort du dernier gladiateur.

##### Médecins charlatans
Cependant, la médecine hellénistique rationnelle est elle-même partagée en diverses écoles, courants ou « sectes » (pneumatique, logique, dogmatique, empirique, méthodique, éclectique...) occupant un « véritable marché de la médecine », auprès des riches et puissants, dans les deux premiers siècles de l'empire romain. 
Chaque école vante sa propre doctrine, son savoir et sa maitrise et accuse les autres d'ignorance et d'incompétence. Selon Danielle Gourevitch, le médecin concurrent est alors accusé d'être un charlatan. Le charlatanisme est ici moins un état, qu'une conduite, c'est un médecin incompétent qui se comporte à la manière d'un charlatan.
Ces médecins, vilipendés par Pline l'Ancien ou Galien, mènent une politique organisée : ils n'ont jamais tort, ils mentent aux malades comme aux confrères, ils trompent avec des « trucs » de métier (du boniment à l'escamotage). Ils aiment l'argent et pratiquent la « réclame » (publicité), ils cherchent à éblouir le petit peuple, et se montrent complaisants et serviles envers leurs riches patients. 

Ces médecins se distinguent par leur apparence voyante, la richesse de leur manteau et de leurs bagues. Le satiriste Lucien de Samosate s'adresse ainsi à un bibliophile ignorant :
« Les médecins les plus ignorants font comme toi (bibliophile ignorant) : ils se font faire des boîtes d'ivoire, des ventouses d'argent et des scalpels incrustés d'or. Mais au moment de s'en servir, ils ne savent même pas comment les prendre en main ». (Contre un bibliophile ignorant, 29)
En ce domaine, la principale cible des critiques de Galien est l'école méthodique, dont le maître est Thessalos de Tralles. Thessalos est accusé de ne se déplacer dans Rome qu'accompagné d'un long cortège d'élèves, lui servant de domestiques et de gardes du corps, et à qui il a promis de devenir médecins en six mois.  Selon Galien, ces élèves pouvaient être d'anciens cordonniers et forgerons, appelés « les ânes de Thessalos » par le peuple de Rome. Ces vocations tardives, guidées par l'intérêt, étaient celles de médecins dits opsimathes (sens péjoratif à l'origine).
D'autres médecins à succès, mais méprisés par leurs confrères, sont signalés par Pline l'Ancien, comme les deux médecins venus de Marseille : Charmis, qui plongeait les vieillards en eau froide en plein hiver (balnéothérapie), et Crinas, qui administrait régime et médicaments selon des calculs astronomiques (« iatromathématique »),.

##### Rivalités professionnelles
Selon Pline l'Ancien, les tendances théâtrales (conférences et démonstrations publiques des médecins grecs à Rome) relèvent d'un charlatanisme que le public peu averti confond avec la compétence. Les relations entre médecins sont marquées par la concurrence, la jalousie, les moqueries, et la malveillance qui peut aller jusqu'au meurtre. Galien lui-même a connu des calomnies à la mesure de sa réputation grandissante : par exemple que son pronostic était de la divination basée sur le vol des oiseaux (ornithomancie),.

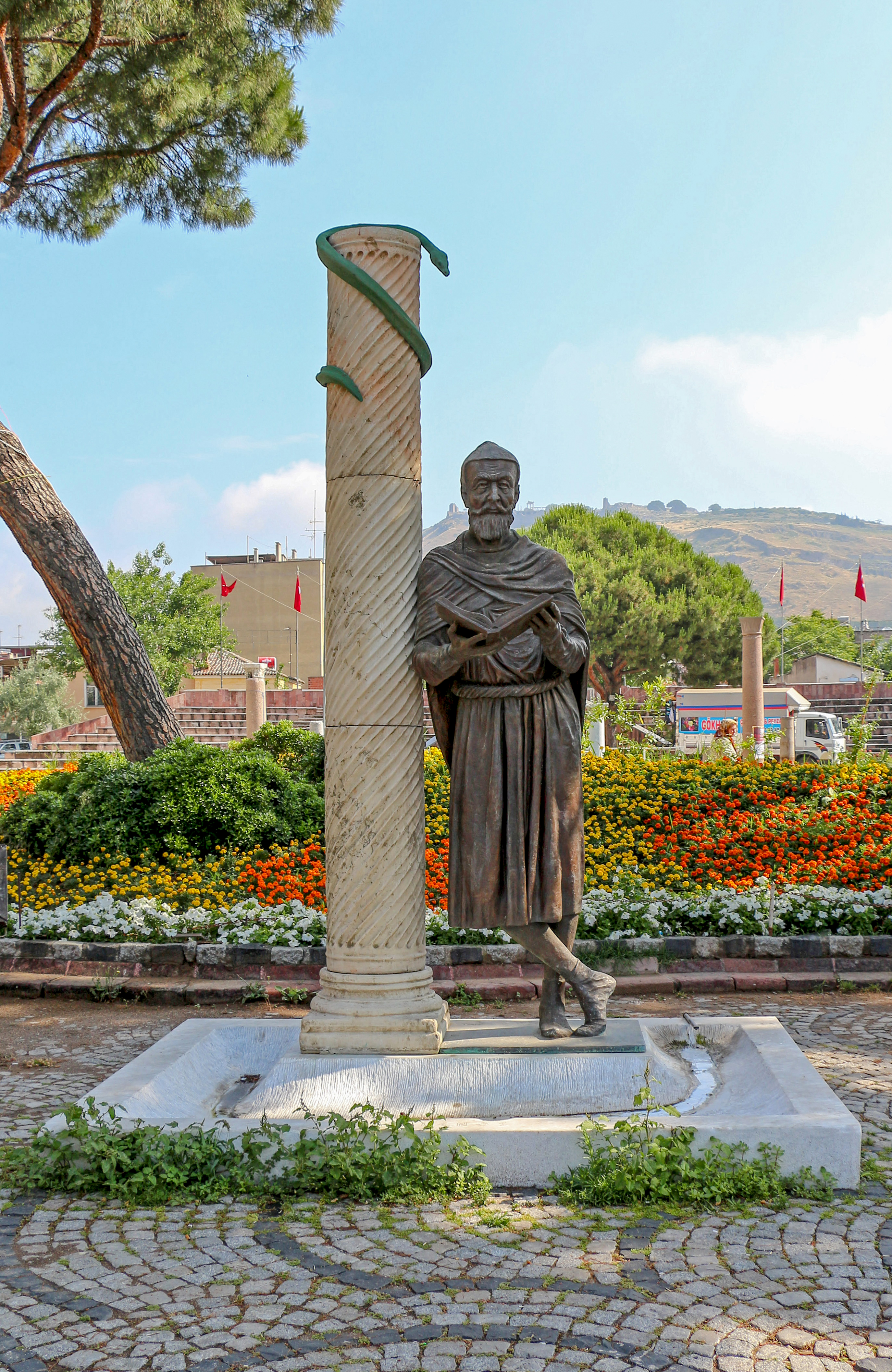
Statue de Galien à Pergame (Turquie), sa ville natale.

Pour les historiens modernes, d'un point de vue positiviste, les différences d'efficacité entre la médecine rationnelle romaine et les autres pratiques de soin, étaient mineures, et les frontières plutôt indistinctes et poreuses. Par exemple, Galien dénonce les médicaments excrémentiels, mais il lui arrive d'utiliser de la fiente de colombe ; il peut utiliser des pierres semi-précieuses comme amulettes, mais en disant qu'il est inutile de les graver ; il peut consulter les astres, mais à visée calendérique ou météorologique.
Galien prend en compte la notion de peira « expérience » (expérience du vulgaire, basée sur l'usage). Le médecin ne doit rien refuser par simple a priori, il doit observer les usages locaux notamment chez les femmes du peuple, pour voir ce qui marche. Selon Gourevitch : « Galien quoi qu'il en ait, est lui aussi plongé dans le même bain culturel [de ceux qu'il dénonce] : l'acceptation de l'irrationnel est pour lui, médecin rationnel, une sorte de ruse de guerre ». 
Quelle est alors la véritable différence entre médecin et charlatan ? Elle est d'ordre éthique (vertu et sagesse) et philosophique (pensée rationnelle). Le médecin se démarque du charlatan tapageur qui attire les foules, il respecte sa professio au sens de « profession de foi » basée sur le principe de bienséance des textes hippocratiques (De la bienséance, Le serment...). 
Par sa raison (raison grecque), il est aussi un « médecin-philosophe égal aux Dieux » selon Hippocrate, mais conscient des limites de son art. Enfin, selon Galien, il est celui qui observe et raisonne d'après la logique d'Aristote. 
Les historiens modernes ne prennent plus Galien ou Scribonius Largus au mot. Influencés par l'histoire sociale, ils distinguent derrière l'image du médecin idéal (prétention éthique et logique) les contours d'une querelle ou compétition sociale entre catégories de soignants,.

### Moyen Âge
Pour un article plus général, voir Médecine médiévale dans l'Occident chrétien.
En Occident médiéval, les premières règlementations concernant la profession médicale (obtention d'une licence) sont celles du royaume de Sicile au XIIe siècle, sous le règne de Roger II. Dans le reste de l'Europe, avec la création des universités et la croissance urbaine, des soignants, reconnus comme légaux, s'organisent en   guildes ou corporations, contre des soignants illégaux dits « empiriques ». Bientôt, ces corporations médicales obtiennent le droit non seulement d'accorder une licence, mais aussi de poursuivre les illégaux ou non-licencié(e)s.

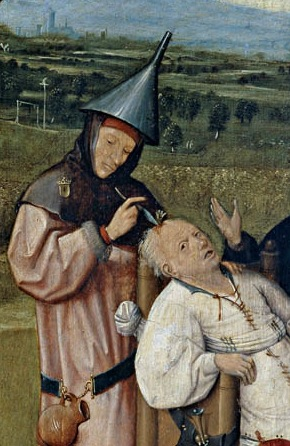
L'extraction de la pierre de folie (détail), par Jérôme Bosch (1450-1516).

Selon Vivian Nutton, l'existence d'une règlementation est plus révélatrice d'un pouvoir corporatif ou municipal que de la qualité des soins proposés. Les médecines magiques sont souvent signalées dans les grandes villes ou les cours royales, plus que dans les campagnes. Par exemple, cinq « sorciers » furent appelés pour soigner Charles VI en 1403, et brûlés vif pour cause d'échec. 
Il n'existait pas de système unique, uniforme partout. Très souvent, ces règlements ne sont que des tentatives locales qui ont du mal à s'appliquer. Les termes désignant les catégories de soignants restent imprécis. Finalement, les médecins lettrés et instruits ne sont que la pointe d'une pyramide professionnelle composée en grande partie d' « empiriques », terme de mépris désignant les illettrés en latin,.  
Henri de Mondeville (1260-1320), chirurgien de Philippe le Bel, écrit dans sa Chirurgie, que le chirurgien lettré est celui qui entre dans « le bercail par les voies fixées d'avance et par les portes », en énumérant ceux qui cherchent à s'y introduire en fraude, comme « larrons, voleurs et traîtres » :
Tous les illettrés, les barbiers, les tireurs de sorts, les trompeurs, les faussaires, les alchimistes, les courtisanes, les entremetteuses, les accoucheuses, les vieilles femmes, les juifs convertis et les sarrasins  (...) [et aussi] les rois, les princes et les prélats, les chanoines, les curés, les religieux, les ducs, les nobles et les bourgeois qui se mêlent sans science de cures chirurgicales dangereuses.
Un soignant itinérant empirique (circulator , circulateur) est le plus souvent spécialisé (oculiste, opérateur de hernie, arracheur de dents, herboriste, vendeur de remèdes...). Certains sont dotés d'un réel savoir et savoir-faire, d'autres ne sont que des charlatans désignés en France sous le nom d'abuseur, imposteur, coureur (se déplaçant rapidement d'une localité à l'autre), triacleur.

### Âge classique
Il n'existe pas de séparation nette entre médecine médiévale et médecine pré-moderne. Après la Renaissance, les soignants légaux en profession organisée sont le médecin, le chirurgien et l'apothicaire, le premier cherche à dominer les deux autres, car c'est le seul à passer par l'Université. Il y a aussi les « demi-frères » que sont les barbiers pour les chirurgiens et les épiciers-droguistes pour les apothicaires, qui leur sont plus ou moins séparés.
Ces différentes catégories sont en conflit permanent pour délimiter leur sphère d'action respective, mais elles s'unissent contre leur ennemi commun : l'empirique que Furetière (1619-1688) définit ainsi : « L'empirique, c'est un médecin qui se vante d'avoir quelques secrets fondés sur l'expérience et qui ne s'attache pas à la méthode ordinaire de guérir ». Pour Nicolas de Blégny (1652-1720) médecin du roi, la méthode ordinaire c'est la pratique légitime des gens gradués, alors que l'empirisme constitue un exercice illégal de la médecine.

#### Empiriques et charlatans
Parmi les empiriques, il y d'abord les personnes charitables (curés, religieux, dames charitables…) qui s'efforcent de pallier le manque de soignants dans les milieux populaires à la ville et à la campagne. Puis il y a tous ceux qui font métier de soigner (guérisseurs, rebouteux, toucheurs, jugeurs d'eaux - pratiquants de l'uroscopie -, panseurs…).  Certains métiers favorisent une activité annexe d'art de guérir, par puissance symbolique (forgeron, menuisier, épicier, bourreau…) ou par savoir de proximité (le paysan qui soigne ses bêtes, le maréchal-ferrant…). L'empirisme implique souvent le secret : un don, un produit, une recette ou une technique, dont la réputation est acquise après un premier succès, et qui se transmet au sein d'une famille (guérisseur de père en fils). 

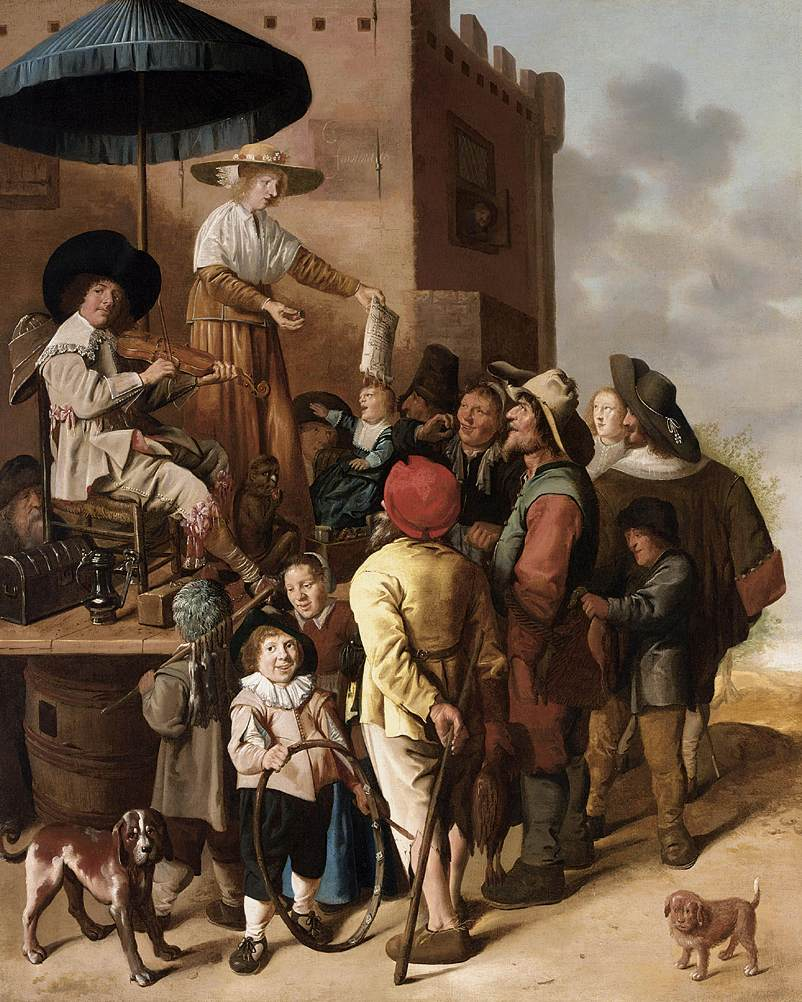
Un charlatan et son assistant, par Jan Miense Molenaer (1610-1668).

La médecine ordinaire officielle, c'est alors la médecine galénique, mais le fossé n'est pas si grand entre les soins officiels et les soins empiriques. Médecins et guérisseurs empruntent à un savoir commun, largement diffusé depuis l'invention de l'imprimerie ; la médecine domestique (celle de la mère ou du chef de famille) et l'automédication sont largement répandues, là où les soignants professionnels sont trop éloignés ou trop chers,.

Pour la médecine officielle, il n'y a pas de différence fondamentale entre l'empirique et le charlatan, sinon que le terme charlatan comporte une nuance encore plus péjorative. Selon Furetière, le charlatan est :
« Un faux médecin qui monte sur le théâtre en place publique pour vendre de la thériaque et autres drogues, et qui amasse [réunit autour de lui] le petit peuple par des tours de passe-passe et des bouffonneries pour en avoir plus facilement le débit [en soutirer de l'argent] ». 
Le charlatan attire la foule en étant assisté par un clown, une danseuse, un musicien, ou parfois un ou deux singes, puis il bonimente pour vendre son remède-miracle de toutes les maladies. 

Malgré ce, le charlatan reste l'ultime recours, et l'exemple de Louis XIV se retrouve à tous les niveaux de la société. Selon les Mémoires de Saint-Simon, le 28 août 1715, quatre jours avant la mort du roi  :
« Une espèce de manant provençal fort grossier apprit l'extrémité du roi en chemin de Marseille à Paris, et vint ce matin-ci à Versailles, avec un remède, qui disait-il, guérissait la gangrène. Le roi était si mal et les médecins tellement à bout, qu'ils y consentirent sans difficultés (...) on donna donc au roi dix gouttes de cet élixir dans du vin d'Alicante (...) Le surlendemain on lui donna du remède du feu abbé Aignan (...) les médecins consentaient à tout, parce qu'il n'y avait plus d'espérance ».

#### Accusés charlatans

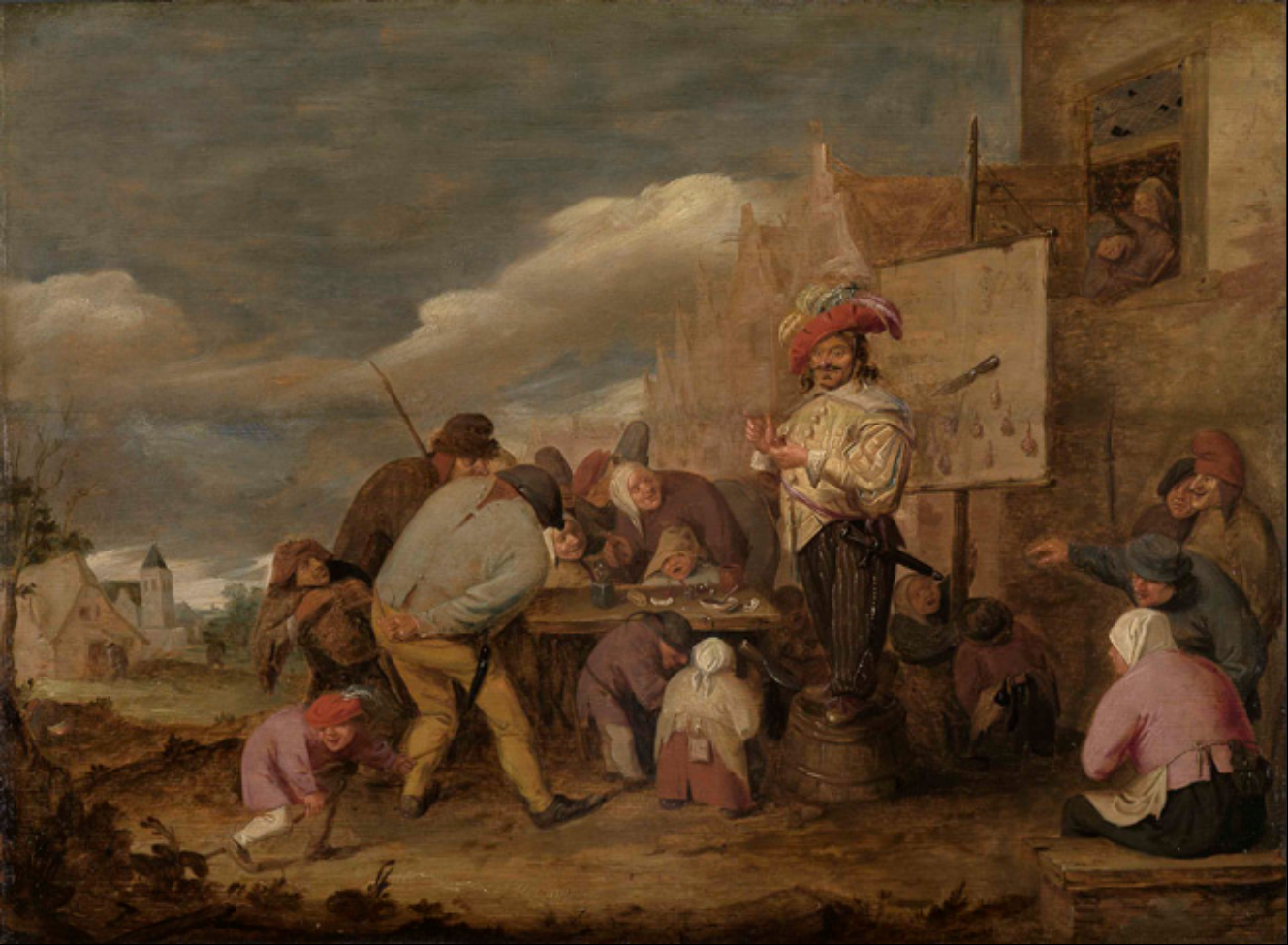
Le charlatan par Adriaen Brouwer, 1630

Que ce soit pour le petit peuple ou les élites, il n'y a pas de consensus sur le meilleur type de soignant. Le savoir galénique universitaire ne garantit pas la qualité ou l'efficacité des soins (médecins jugés par Molière, Mme de Sévigné ou, au siècle suivant, par Jean Jacques Rousseau). En France, en Angleterre ou dans les pays Allemands, les rois et les princes peuvent favoriser des empiriques, des chirurgiens, des apothicaires… considérés comme efficaces ou seulement en vogue, contre l'avis de la Faculté.
La médecine galénique est en effet critiquée et en déclin, face à une médecine « chymique » issue de Paracelse, ou de grandes découvertes anatomiques ( André Vésale, 1514-1564) et physiologiques (circulation du sang par William Harvey, 1578-1657). 
En France, les médecins paracelsiens, tels Joseph du Chesne (1546-1609), sont accusés de magie et déshonorés comme charlatans par la Faculté de médecine de Paris (l'un des derniers bastions du galénisme en Europe), mais en tant que médecins du roi, ils sont protégés par Henri IV. 
Pour ses travaux anatomiques, Vésale (Vesalius en latin) est accusé d'imposture et d'être un vesanus (insensé, en état de vésanie) par Jacques Dubois (1478-1555). 
Enfin, Harvey lui-même, pour sa découverte de la circulation du sang, est accusé d'être un circulator (charlatan) par Gui Patin (1601-1672).

### Siècle des Lumières
Le XVIIIe siècle a été aussi surnommé « l'âge d'or du charlatanisme » car la médicalisation de la société se poursuit avec un contrôle insuffisant des institutions. La croissance des besoins et des demandes de santé profite à la médecine réglementée comme au charlatanisme, d'autant plus que la différence en matière d'efficacité est trop faible pour justifier un monopole. 
Le charlatanisme se présente alors comme une activité commerciale plus ou moins florissante selon les pays. Dans des pays d'Europe continentale (France, Espagne, Prusse, Russie...), les activités des charlatans sont limitées par des sociétés savantes, comme la Société Royale de Médecine en France. Alors qu'en Angleterre, la common law autorise les produits de santé selon une loi du marché : c'est le caveat emptor où c'est au consommateur de faire attention à ce qu'il achète.
Un cas exemplaire est celui du médecin Franz Anton Mesmer (1734-1815) qui développe des soins magnétiques (magnétisme animal) d'abord à Vienne, puis à Paris où il devient célèbre, jusqu'à ce qu'une commission médicale le déclare coupable de charlatanisme. Obligé de quitter Paris, il s'établit à Londres où il peut poursuivre sa carrière sans opposition. En Grande-Bretagne, malgré l'indignation des médecins, tout charlatan venu du continent peut acheter un privilège royal d'exercer en payant des droits de timbre. 

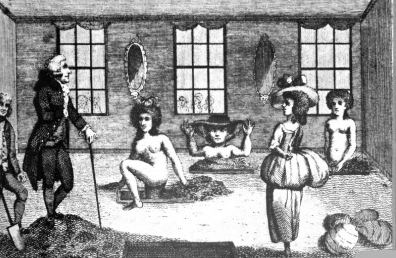
Le « sexologue » James Graham devant ses patientes prenant un bain de boue.

La plupart des cas célèbres n'étaient pas des charlatans délibérés mais des illuminés convaincus, tels l'écossais James Graham (sexologue) (en) (1745-1794) qui prônait le rajeunissement sexuel par bain de boue, végétarisme et électricité. Les charlatans, sincères ou non, excellent à se faire connaître :  le style charlatan italien (accoutrement voyant sur estrade au coin des rues) abandonné ailleurs, se perpétue en Angleterre géorgienne et aux Pays-Bas.
Les charlatans sont le plus souvent de peu d'importance, mais certains, comme Joanna Stephens (?-1774), peuvent faire fortune avec des produits miracles soignant des maux que les médecins ordinaires ne peuvent guérir. Leur publicité se fait par petite annonce.
Le céramiste Josiah Wedgwood (1730-1795) s'intéresse à la psychologie du consommateur et ses idées se diffusent pour les produits de santé : grandes promesses, emballage séduisant, nom évocateur, offre spéciale, « remboursé si non satisfait », avec vente et paiement par correspondance.
Contrairement à ce qui se passera au siècle suivant, ces charlatans cherchent à se faire accepter par la haute-société, plutôt qu'à se présenter comme un champion du peuple face aux élites.

### Révolution française
En France, dans leurs cahiers de doléance de 1789, les médecins, chirurgiens et apothicaires s'opposent entre eux, mais ils sont unanimes à dénoncer le charlatanisme et l'empirisme, jugés responsables de la crédulité et de l'ignorance de la population. Les charlatans méritent « la diffamation », tels par exemple les « charlatans d'urine », qui continuent à pratiquer l'uroscopie,.

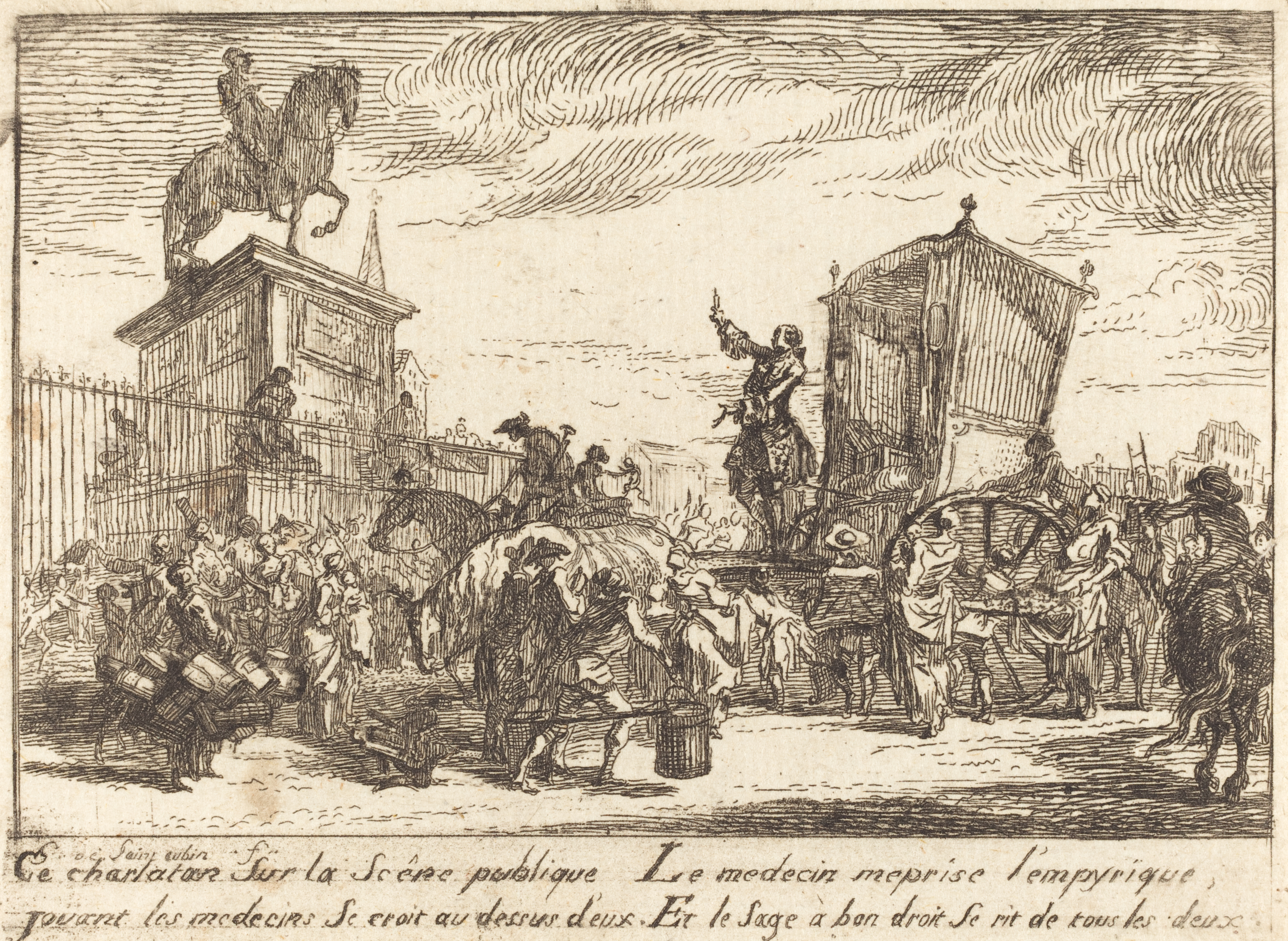
Le charlatan (Paris, vers 1760), gravure de Gabriel de Saint-Aubin (1724-1780).« Ce charlatan sur la scène publique, jouant les médecins se croit au-dessus d'eux. Le médecin méprise l'empirique, et le sage à bon droit se rit de tous les deux ».

En 1790, le médecin Guillotin (1738-1814) estime que la médecine est :
« Gothique dans son enseignement, livrée au brigandage le plus affreux et le plus funeste dans son exercice, surtout dans les campagnes, sans cesse dévastée par la plus audacieuse impéritie, la médecine a besoin d'être régénérée pour le salut des citoyens. »
Guillotin est lui-même dépassé par des idées encore plus radicales. En 1791, les idées de liberté et d'égalité prédominent, au point de devenir utopiques : le retour à une antiquité idéalisée (le symbole du bonnet phrygien) permettra de se passer de médecins et de supprimer les maladies. Selon le dogme optimiste des physiocrates, la société doit s'équilibrer elle-même en laissant agir les lois naturelles. 
En conséquence, « l'art de guérir » devient entièrement libre ; on espère retrouver la liberté antique, où chacun peut être le médecin de soi-même et celui des autres, moyennant le paiement d'une patente. En quelques mois (1791-1792), la médecine de l'Ancien Régime s'effondre, pour ne plus se relever. En 1791, la loi Le Chapelier supprime toutes les corporations professionnelles. 

La même année, Jean-Paul Marat (1743-1793) publie Les charlatans modernes ou Lettres sur le charlatanisme académique, où il fustige les membres de l'Académie des sciences :
« L'Académie ? Elle s'est assemblée 11 409 fois ; elle a publié 380 éloges et elle a donné 3956 approbations, tant sur de nouvelles recettes de fard, de pommades pour les cheveux, d'emplâtres pour les cors, d'onguents pour les punaises, que sur la forme la plus avantageuse des faux-toupets, des têtes à perruques, des canules de seringue et sur mille autres objets de pareille importance (...) Est-ce bien la peine de réduire un millier de laboureurs à mourir de faim pour entretenir dans l'opulence quarante fainéants dont l'unique état est de bavarder, et l'unique occupation de se divertir ? »
La Convention supprime les académies et sociétés savantes par la loi du 8 août 1793.
Cependant les pertes militaires de 1792-1794 montrent la pénurie de soignants qualifiés, et par contraste l'efficacité des chirurgiens à traiter les blessures et prévenir les fièvres. Le prestige des chirurgiens, et celui des médecins connaissant l'anatomie, s'en trouve grandi. La levée en masse des citoyens s'accompagne d'une mobilisation des savants ayant survécu à la Terreur : une expertise médico-chirurgicale est nécessaire à la survie de la nation.
Il faudra près d'une dizaine d'années pour reconstruire une médecine basée sur le lien entre la question hospitalière, l'enseignement médical, et la profession médicale. Cette médecine est refondée par la loi du 10 mars 1803 (19 ventose an XI), où l'État garantit la compétence des personnes autorisées à soigner par un diplôme d'État, médecins et officiers de santé,.

### XIXesiècle

#### France
En France, la loi de 1803 instaure une médecine urbaine, centrée sur les hôpitaux, bientôt basée sur la méthode anatomoclinique et l'anatomie pathologique. C'est « l'école de Paris », généralement reconnue comme l'épicentre mondial de la médecine durant la première moitié du XIXe siècle.  
Selon Jacques Léonard, « la science fraîche des médecins » se heurte à trois traditions profondément ancrées dans la société française : 
1. La religion catholique du XIXe siècle, qui cherche à rétablir son influence après la Révolution. Prêtres et religieuses secourent les malades, entretiennent le culte des saints guérisseurs, les prières et pratiques vénérables (processions, pèlerinages, lieux de guérison miraculeuse...). Les médecins anticléricaux tendent alors à confondre la charité avec l'escroquerie.
2. Une « médecine parallèle », faite de dons et de secrets magiques de la part de soignants qui ont le « sang fort », le « regard perçant », la « main heureuse ». Il s'agit de sorciers, panseurs, barreurs ou toucheurs (imposition des mains), rebouteux... qui soulagent ou désenvoûtent gratuitement (mais en acceptant récompenses et cadeaux), et qui restent cantonnés dans leur communauté villageoise où ils sont respectés.
3. Une « médecine défraîchie », d'origine antique ou médiévale, présentée et vendue sur les foires et marchés  par des bonimenteurs itinérants[55].« Ce sont des marchands d'orviétan, d'élixirs, de panacées, d'arcanes, de baumes et d'onguents, de bandages et de bésicles (...) Au-delà de l'innocente herboristerie des remèdes de bonne femme, se profilent quelques requins de la pharmacie en gros, chimistes marrons.. »[54].

Cette dernière catégorie, celle du « charlatan nomade et mercenaire » suscite le plus de mauvaise humeur de la part des médecins. D'autant plus que le charlatan « appartient au monde audacieux des voyageurs au milieu d'une société rurale encore fortement immobile. Prestige de celui qui vient de loin ! du beau parleur qui proclame, à voix haute, son pouvoir de guérir (...) ! ».   
Plusieurs articles de la loi de 1803, et du code pénal sanctionnent l'exercice illégal de la médecine et les escroqueries des charlatans, mais elles s'appliquent difficilement aux guérisseurs, « à cause de l'indulgence des notables et des pétitions de leurs fidèles ». C'est seulement à partir de 1860, que les médecins, organisés dans une Association Générale des Médecins de France (AGMF)  soutenue par Napoléon III, remportent quelques succès judiciaires contre les charlatans les plus dangereux, mais c'est la loi du 30 novembre 1892 qui donnera des armes juridiques plus efficaces contre les illégaux.  

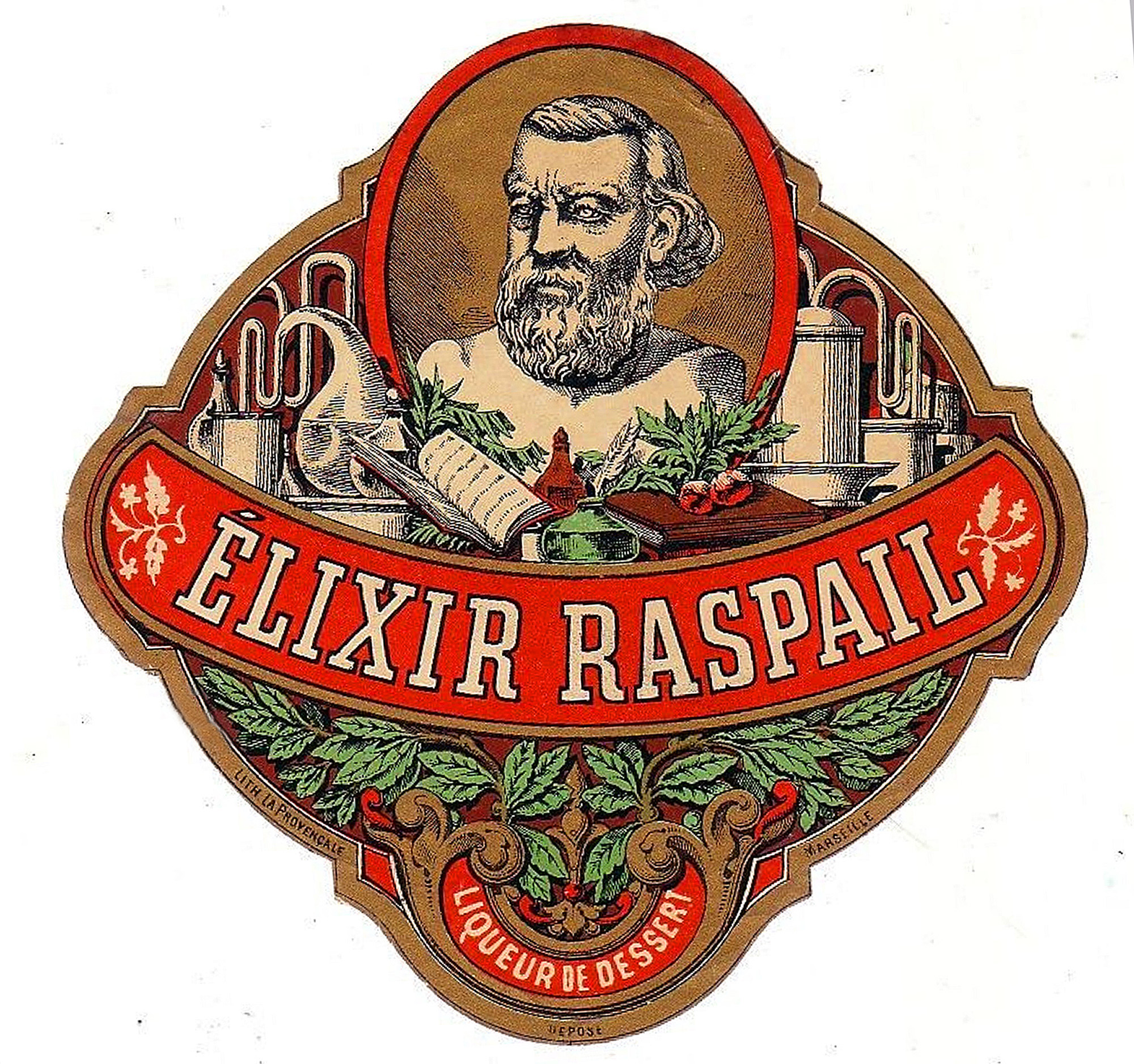
Un des produits phares du système Raspail : l'élixir Raspail présenté comme une liqueur digestive de dessert.

Toutefois, dans la société française du XIXe siècle, il n'y a pas de coupure nette entre la médecine officielle et les pratiques illégales. Dans l'esprit du public, c'est la réussite qui fait la différence, plus que le diplôme. Même dans les familles instruites « les pratiques extramédicales subsistent dans les creux, encore très profonds, de l'impuissance médicale »,.  
Malgré la colère ou le dédain des autorités académiques parisiennes, Il existe des passerelles commerciales et des liens culturels entre les deux mondes. De nombreux médecins et pharmaciens de province, par conviction ou par intérêt, cautionnent des pratiques traditionnelles, voire charlatanesques. « Alors coexistent les diverses approches : le remède prescrit par le médecin figure, sans privilège,  entre la prière au saint guérisseur et l'herbe magique »,. 
Les frontières sont d'autant plus poreuses que le début du XIXe siècle est aussi celle d'une « médecine romantique » où des médecins croient pouvoir renouveler la médecine en l'enfermant dans un système, c'est « l'été indien des systèmes qui ramènent toute la médecine à quelques principes relativement simples » comme le système de Broussais (1772-1838) en France, celui de Brown (1735-1788) en Angleterre, ou de Hahnemann (1755-1843) en Allemagne.
Chez les non-médecins, un des systèmes les plus populaires en France est celui de François-Vincent Raspail (1794-1878), chimiste et homme politique, « Robin des bois de la santé » opposé aux pouvoirs en place, poursuivi pour exercice illégal de la médecine,. Quant à Louis Pasteur (1822-1895), il est aussi, en tant que chimiste non-médecin, accusé de « chimiatrie » par ses opposants.

#### États-Unis
Dans la première moitié du XIXe siècle, des médecins américains (comme d'autres médecins européens) viennent à Paris pour étudier la médecine française. Une nouvelle génération de médecins se forge une identité à travers une expérience parisienne. De retour en Amérique, ils diffusent un nouvel esprit de recherche clinique, mais ils doivent l'adapter à leur réalité professionnelle, car ils se heurtent à une tradition soignante proprement américaine, celle axée sur le soin et le remède, plutôt que sur la clinique.
Ces médecins, perfectionnés en Europe, se constituent en groupe professionnel (AMA en 1847) qui se distingue d'abord par un nouveau savoir biomédical, radicalement distinct du simple ressenti ou vécu des patients, et surtout par un comportement éthique (code éthique dit « percivalien »). Mais les États-Unis ne sont pas dotés d'un seul État fort centralisateur comme en France. Les valeurs de liberté et d'individualisme (laissez-faire) prédominent et le « monopole » universitaire de la formation médicale est moins protégé. 
Les premières lois règlementant les médecins licenciés sont peu efficaces. D'autres groupes médicaux se forment comme les homéopathes, les Thomsoniens, et ceux qui pratiquent une Médecine éclectique (en)combinant les remèdes européens avec ceux de la médecine amérindienne. Des écoles privées de médecine se multiplient, à un point tel que le titre de « docteur » se dévalue. Par exemple, Joseph Rodes Buchanan (1814-1899) est le doyen d'une Eclectic Medical Institut of Cincinnati qui vend par correspondance des centaines de diplômes.
À la fin du XIXe siècle, l'homéopathie et l'éclectisme bénéficient d'un large soutien populaire ; d'autres pratiques telles que l'ostéopathie, la chiropratique ont aussi leurs propres écoles. Avec la réforme d'Abraham Flexner de 1910, qui fixe le gold standard de la formation médicale, la plupart des petites écoles de médecine disparaissent.

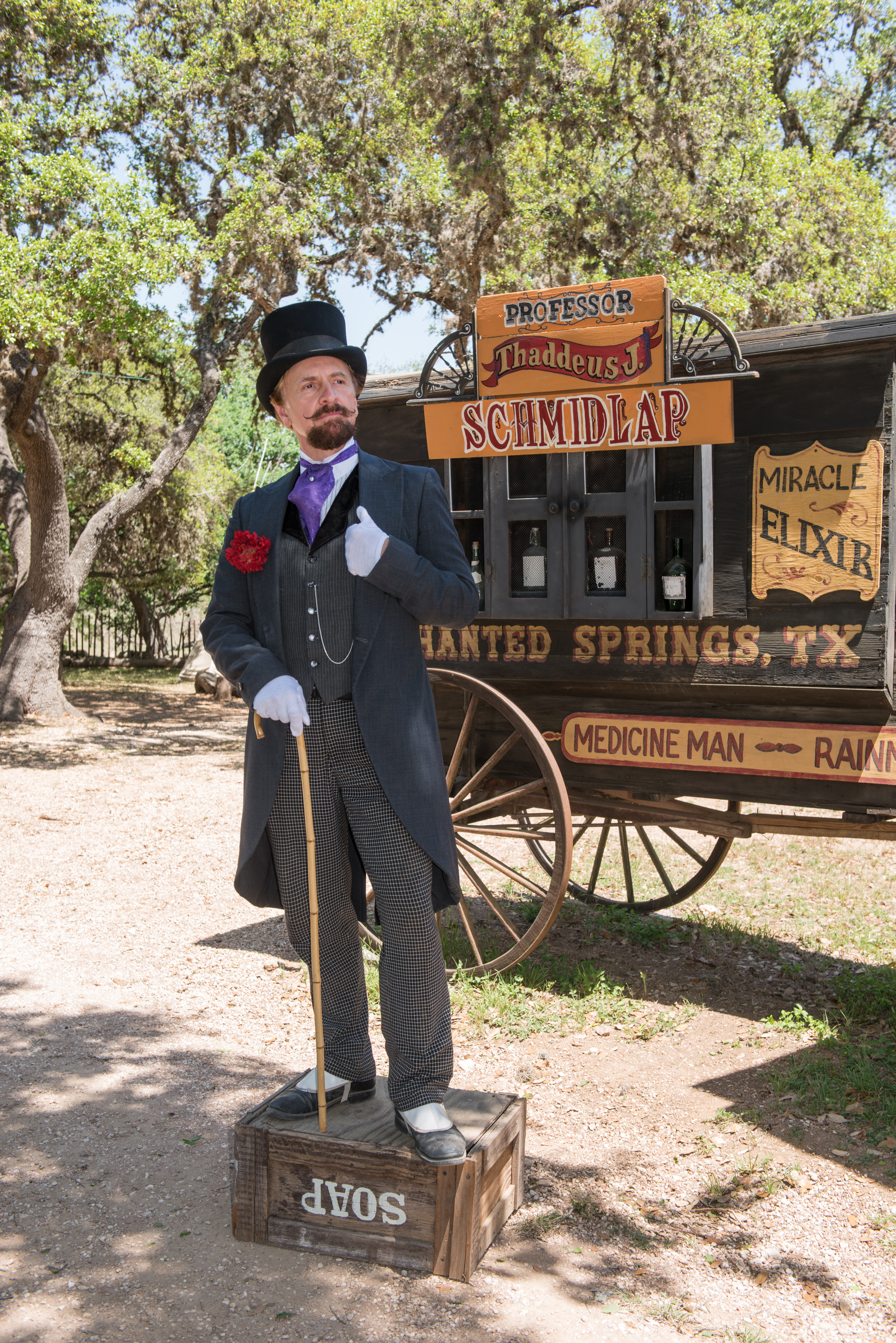
Reconstitution historique dans un parc d'attraction du Texas : le vendeur itinérant de snake oil « huile de serpent » ou poudre de perlimpinpin en français.

Dans la tradition médicale américaine, la différence entre praticiens légaux et illégaux n'est pas claire, c'est le cas du marchand ambulant de remèdes, personnage type du far-west. Un exemple de remède au milieu du XIXe siècle : la revalenta arabica (en) annoncée comme ayant des vertus réparatrices extraordinaires comme régime empirique pour les invalides; malgré son nom impressionnant et ses nombreux témoignages élogieux, il ne s'agissait en réalité que de farine de lentilles ordinaire, vendue aux crédules plusieurs fois leur prix réel. 
Certains remèdes contenaient des substances telles que l'opium, l'alcool et le miel, qui donnaient un soulagement symptomatique mais n'avaient aucune propriété curative. Certains (de même qu'en médecine conventionnelle) auraient des qualités addictives pour inciter l'acheteur à revenir. Les quelques remèdes efficaces vendus par les charlatans étaient les émétiques (vomitifs), les laxatifs et les diurétiques. Certains ingrédients ont eu des effets médicinaux : les composés du mercure, de l'argent et de l'arsenic peuvent avoir aidé certaines infections et infestations; l'écorce saule contenait de l'acide salicylique, chimiquement étroitement lié à l'aspirine ; et la quinine contenue dans l'écorce des jésuites était un traitement efficace contre le paludisme et d'autres fièvres. Cependant, la connaissance des utilisations et des dosages appropriés était limitée.
Ce type de remèdes, souvent secrets (recette ou composition secrète, mais à partir d'ingrédients connus) sont condamnés par les médecins universitaires qui prescrivent eux-mêmes les mêmes ingrédients, mais qu'ils pensent utiliser de façon plus judicieuse. Dans les grandes villes américains, dans le marché très encombré des thérapeutes et des remèdes, le citadin dispose d'une grande liberté de choix.
Dans ce contexte américain du XIXe siècle, des produits d'abord marginaux, comme le corn-flake de John Harvey Kellog (1852-1943) ou le French Wine Coca (premier coca-cola) de John Pemberton (1831-1888), sont  devenus des empires industriels.   

## En France
Le charlatanisme est défini dans le code de déontologie médicale comme le fait pour un médecin de « proposer à des malades des remèdes illusoires ou insuffisamment éprouvés en les présentant comme salutaires ou sans danger ». Un certain nombre d'infractions permettent de sanctionner le charlatanisme bien qu'il ne fasse pas l'objet d'une incrimination autonome dans le Code pénal. 
En avril 2013, Jacques Mézard publie un rapport au nom de la commission d'enquête sur l'influence des mouvements à caractère sectaire dans le domaine de la santé. Ladite commission du Sénat observe « l'existence de dérives thérapeutiques dues à des pratiques commerciales, proches de la charlatanerie, qui exploitent les peurs et les attentes de la population en matière de santé et de bien-être et qui peuvent insidieusement orienter leurs victimes vers des pratiques thérapeutiques souvent dénuées de fondement scientifique, compromettant ainsi leurs chances de guérison. Elle s'inquiète que ces deux phénomènes - dérive sectaire et dérive thérapeutique - en se combinant, cumulent les dangers liés à une forme d'emprise et les risques dus à l'exploitation mercantile de la crédulité de personnes vulnérables. »
En mars 2018, une tribune signée par 124 médecins et professionnels de santé est publiée dans Le Figaro critiquant les médecines alternatives ou pseudo-médecines, « ces fausses thérapies à l'efficacité illusoire », et en particulier l'homéopathie, rappelant que « l'ordre des médecins tolère des pratiques en désaccord avec son propre Code de déontologie et les pouvoirs publics organisent, voire participent, au financement de certaines de ces pratiques ».  
Il existe, comme le rappelle la tribune, un réel danger d'utilisation exclusive de traitements alternatifs, « car leur usage retarde des diagnostics et des traitements nécessaires avec parfois des conséquences dramatiques, notamment dans la prise en charge de pathologies lourdes comme les cancers. » Ainsi en est-il par exemple de la méthode Hamer du nom du médecin allemand condamné pour exercice illégal de la médecine.
Sur son site internet, la Miviludes met à disposition une série de critères pour identifier les charlatans et leur pseudo-thérapies. Comme le relève Le Figaro, « deux signes doivent alerter. D'abord, le soi-disant thérapeute remet en cause et dénigre les traitements de la médecine conventionnelle, qu'il s'agisse de vaccins ou de médicaments. Ensuite, il vous promet en échange une guérison miraculeuse, en vous expliquant qu'au-delà de la maladie les soins vous apporteront d'innombrables bienfaits évidemment impossibles à mesurer. »

### Ouvrages
- [Gourevitch 1984] Danielle Gourevitch, Le triangle hippocratique dans le monde gréco-romain. Le malade, sa maladie et son médecin, École Française de Rome, 1984, 569 p. (ISBN 2-7283-0064-X, présentation en ligne), partie II, chap. 4 (« L'anti-Hippocrate »).
- [Jacyna & Bynum 2006] (en) Stephen Jacyna et W.F. Bynum, The Western Medical Tradition : 1800 to 2000, Cambridge University Press, 2006, 614 p. (ISBN 978-0-521-47524-2, lire en ligne).
- [Lebrun 1983] François Lebrun, Médecins, saints et sorciers aux XVIIe et XVIIIe siècles, Paris, Messidor / Temps Actuels, 1983, 206 p. (ISBN 2-201-01618-6), chap. 4 (« La médecine parallèle : empiriques, conjureurs, saints guérisseurs »).
- [Léonard 1977] Jacques Léonard, La vie quotidienne du médecin de province au XIXe siècle, Hachette, 1977 (ISBN 2-01-002505-9), chap. IV (« Concurrents et confrères »).
- [Léonard 1981] Jacques Léonard, La médecine entre les pouvoirs et les savoirs, Paris, Aubier Montaigne, 1981, 384 p. (ISBN 2-7007-0230-1), chap. IV (« Concurrence du guérissage illégal »).
- [Nutton et al. 1995] (en) Vivian Nutton, Andrew Wear et Roy Porter, The Western Medical Tradition : 800 BC to AD 1800, Cambridge (GB), Cambridge University Press, 1995, 556 p. (ISBN 0-521-38135-5).
- [Nutton 2016] Vivian Nutton (trad. de l'anglais par Alexandre Hasnaoui, préf. Jacques Jouanna), La médecine antique, Paris, Les Belles Lettres, 2016, 562 p. (ISBN 978-2-251-38135-0).

### Articles
- [Edelman 2017] Nicole Edelman, « Médecins et charlatans au XIXe siècle en France », Les Tribunes de la santé, Presses de Sciences Po (P.F.N.S.P.), vol. 55, no 2,‎ 2017, p. 21-27 (ISSN 1765-8888, résumé, lire en ligne).
- [Lavaud-Legendre 2008] Bénédicte Lavaud-Legendre, « Charlatanisme et droit pénal », Les Tribunes de la santé, Presses de Sciences Po (P.F.N.S.P.), vol. 20, no 3,‎ 2008, p. 67-75 (ISSN 1765-8888, résumé, lire en ligne).
- [Lunel 2012] Alexandre Lunel, « La loi du 30 novembre 1892 et le délit d'exercice illégal de la médecine en France », Revue historique de droit français et étranger (1922-), vol. 90, no 1,‎ 2012, p. 115–134 (ISSN 0035-3280, lire en ligne, consulté le 6 décembre 2020).